# Canton de Rennes-4
Le canton de Rennes-4 est une circonscription électorale française du département d'Ille-et-Vilaine.

## Histoire
Le canton de Rennes-IV est créé par décret du 23 juillet 1973 par réorganisation des quatre cantons de Rennes en dix cantons.
Il est supprimé par le décret du 16 janvier 1985 le renommant en canton de Rennes-Nord.
Un nouveau découpage territorial d'Ille-et-Vilaine entre en vigueur à l'occasion des élections départementales de 2015. Il est défini par le décret du 18 février 2014, en application des lois du 17 mai 2013 (loi organique 2013-402 et loi 2013-403). Les conseillers départementaux sont, à compter de ces élections, élus au scrutin majoritaire binominal mixte. Les électeurs de chaque canton élisent au Conseil départemental, nouvelle appellation du Conseil général, deux membres de sexe différent, qui se présentent en binôme de candidats. Les conseillers départementaux sont élus pour 6 ans au scrutin binominal majoritaire à deux tours, l'accès au second tour nécessitant 12,5 % des inscrits au 1er tour. En outre la totalité des conseillers départementaux est renouvelée. Ce nouveau mode de scrutin nécessite un redécoupage des cantons dont le nombre est divisé par deux avec arrondi à l'unité impaire supérieure si ce nombre n'est pas entier impair, assorti de conditions de seuils minimaux. En Ille-et-Vilaine, le nombre de cantons passe ainsi de 53 à 27. Le canton de Rennes-4 est recréé par ce décret.
Il est formé d'une fraction de la commune de Rennes. Le canton est entièrement inclus dans l'arrondissement de Rennes. Le bureau centralisateur est situé à Rennes.

## Représentation

### Représentation de 1973 à 1985
| Période | Période | Identité         | Étiquette    | Qualité                       |
| ------- | ------- | ---------------- | ------------ | ----------------------------- |
| 1973    | 1985    | Jacques Cressard | UDR puis RPR | Professeur Député (1968-1981) |

### Représentation depuis 2015
| Période élective | Période élective | Mandat | Mandat   | Identité             | Nuance | Nuance | Qualité                                                                                       |
| ---------------- | ---------------- | ------ | -------- | -------------------- | ------ | ------ | --------------------------------------------------------------------------------------------- |
| 2015             | 2021             | 2015   | 2021     | Muriel Condolf-Férec |        | PS     | Fonctionnaire Conseillère municipale de Rennes                                                |
| 2015             | 2021             | 2015   | 2021     | Didier Le Bougeant   |        | PS     | Professeur 9e adjoint au maire de Rennes Ancien conseiller général du canton de Rennes-Centre |
| 2021             | 2028             | 2021   | en cours | Sylvie Quilan        |        | EELV   | Retraitée                                                                                     |
| 2021             | 2028             | 2021   | en cours | Yann Soulabaille     |        | EELV   | Ingénieur 11e vice-président du conseil départemental                                         |

### Résultats détaillés

#### Élections de mars 2015
À l'issue du 1er tour des élections départementales de 2015, deux binômes sont en ballottage : Muriel Condolf-Ferec et Didier Le Bougeant (PS, 35,28 %) et Guillaume Baudet et Catherine Rolandin (UMP, 31,79 %). Le taux de participation est de 48,76 % (10 336 votants sur 21 198 inscrits) contre 50,9 % au niveau départemental et 50,17 % au niveau national.
Au second tour, Muriel Condolf-Ferec et Didier Le Bougeant (PS) sont élus avec 56,37 % des suffrages exprimés et un taux de participation de 46,84 % (5 223 voix pour 9 929 votants et 21 198 inscrits).

#### Élections de juin 2021
Le premier tour des élections départementales de 2021 est marqué par un très faible taux de participation (33,26 % au niveau national). Dans le canton de Rennes-4, ce taux de participation est de 37,3 % (8 134 votants sur 21 808 inscrits) contre 34,85 % au niveau départemental. À l'issue de ce premier tour, deux binômes sont en ballottage : Sylvie Quilan et Yann Soulabaille (binôme écologiste, 35,43 %) et Muriel Condolf-Férec et Didier Le Bougeant (PS, 31,03 %).
Le second tour des élections est marqué une nouvelle fois par une abstention massive équivalente au premier tour. Les taux de participation sont de 34,36 % au niveau national, 34,98 % dans le département et 37,07 % dans le canton de Rennes-4. Sylvie Quilan et Yann Soulabaille (binôme écologiste) sont élus avec 55,47 % des suffrages exprimés (3 777 voix pour 8 087 votants et 21 814 inscrits),,. 

## Composition

### Composition de 1973 à 1985
Lors de sa création, le canton de Rennes-IV comprend :
- les communes de Montgermont, La Chapelle-des-Fougerets (sic), Saint-Grégoire et Betton ;
- la portion de territoire de la ville de Rennes déterminée par les limites de la commune de Saint-Grégoire et l'axe des voies ci-après : route nationale 176, avenue du Général-Patton, rue d'Antrain, boulevard de la Duchesse-Anne, boulevard de Sévigné, rue Lesage, rue de l'Hôtel-Dieu, rue Legraverend, avenue du 41e-Régiment-d'Infanterie, terrains d'emprise de la S. N. C. F. le long de la voie Rennes—Saint-Malo, limites des terrains de la faculté des lettres et de la faculté de médecine, square Y.-Le Moine, avenue d'Île-de-France et rocade Nord.

### Composition depuis 2015
| Nom                            | Code Insee | Intercommunalité | Superficie (km2) | Population (dernière pop. légale)                 | Densité (hab./km2) | Modifier                                    |
| ------------------------------ | ---------- | ---------------- | ---------------- | ------------------------------------------------- | ------------------ | ------------------------------------------- |
| Rennes (bureau centralisateur) | 35238      | Rennes Métropole | 50,39            | Fraction : 37 867 (2022) Commune : 227 830 (2022) | 4 521              | modifier les données · modifier les données |
| Canton de Rennes-4             | 3521       |                  |                  | 37 867 (2022)                                     |                    | modifier les données                        |

Le canton de Rennes-4 comprend désormais la partie de la commune de Rennes située à l'intérieur du périmètre suivant : à partir de la limite territoriale de la commune de Saint-Jacques-de-la-Lande, boulevard Georges-Clemenceau, boulevard Émile-Combes, rue André-Rouault, boulevard Oscar-Leroux, rue Adolphe-Leray, rue Saint-Hélier, ligne de chemin de fer de Paris-Montparnasse à Brest, rue Raoul-Dautry, boulevard de Beaumont, place de la Gare, avenue Jean-Janvier, pont Pasteur, rue Gambetta, contour de la Motte, rue du Général-Maurice-Guillaudot, rue Lesage, rue d'Antrain, rue de Bonne-Nouvelle, contour Saint-Aubin, rue d'Échange, rue de Dinan, rue Pierre-Gourdel, boulevard du Maréchal-de-Lattre-de-Tassigny, quai d'Ille-et-Rance, pont de Bretagne, quai de la Prévalaye, rue d'Inkermann, lignes de chemin de fer de Paris-Montparnasse à Brest et de Rennes à Redon, jusqu'à la limite territoriale de la commune de Saint-Jacques-de-la-Lande.
Il comprend les quartiers du centre-ville (le "Vieux Rennes"), du Colombier, de Chézy-Dinan, de Villeneuve et Sainte-Thérèse.
Il regroupe désormais la partie ouest du canton de Rennes-Centre et le  canton de Rennes-Centre-Sud.

## Démographie
En 2022, le canton comptait 37 867 habitants, en évolution de +3,1 % par rapport à 2016 (Ille-et-Vilaine : +5,46 %, France hors Mayotte : +2,11 %).
| 2013   | 2018   | 2022   |
| ------ | ------ | ------ |
| 37 020 | 36 339 | 37 867 |